# Chery Amulet
Chery Amulet (кит.: 旗云, кодова назва A15, також відомий як Chery Cowin або Chery Flagcloud) — 5-и дверний ліфтбек з 4-циліндровим 8-клапаним двигуном об'ємом 1597 см³ та потужністю 94 к.с.. 

## Опис

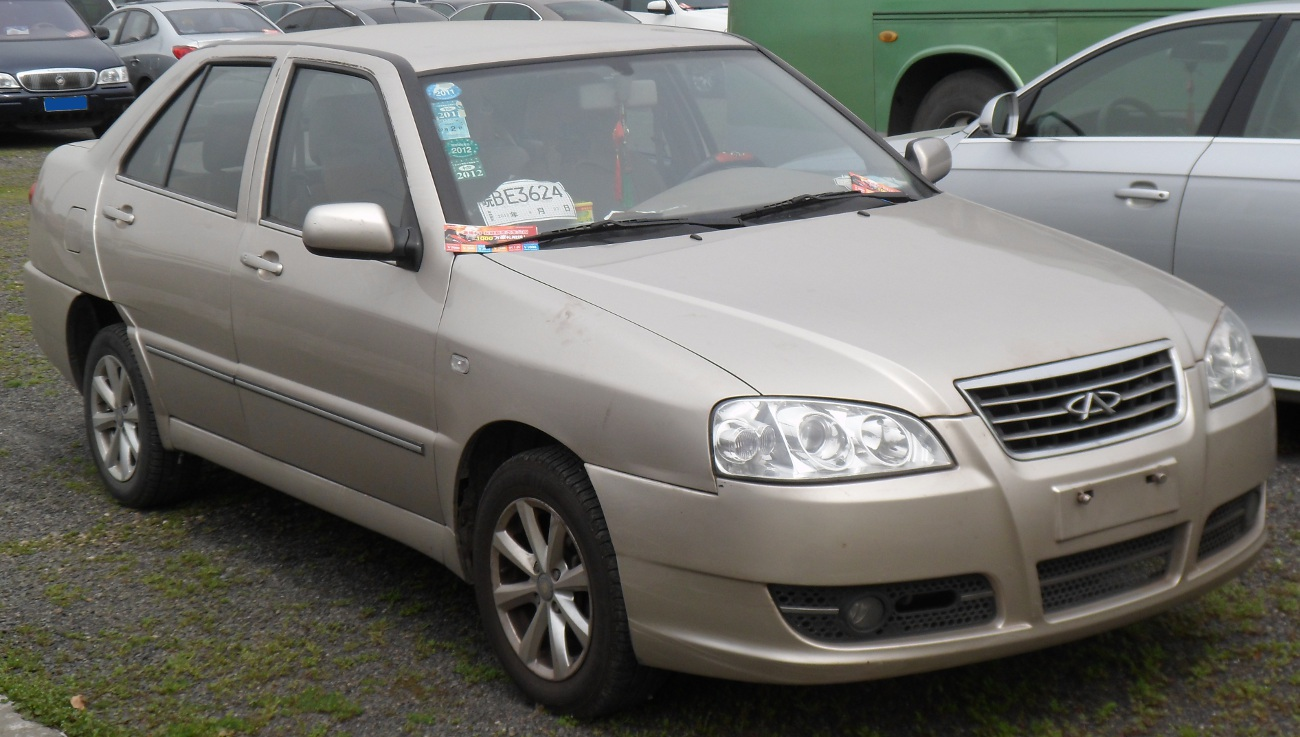
Chery Cowin (Китай)

Випускався на заводах в Уху (Wuhu), Аньхой, Китай та в Росії, Україні, Ірані та Малайзії компанією Chery Automobile. 
Створений на базі першого покоління Seat Toledo.

В якості передньої підвіски Чері Амулет використовуються стійки McPherson, а ззаду встановлена незалежна конструкція з гідравлічними телескопічними амортизаторами, на поперечних важелях. Передні гальма автомобіля дискові, задні - барабанного типу.

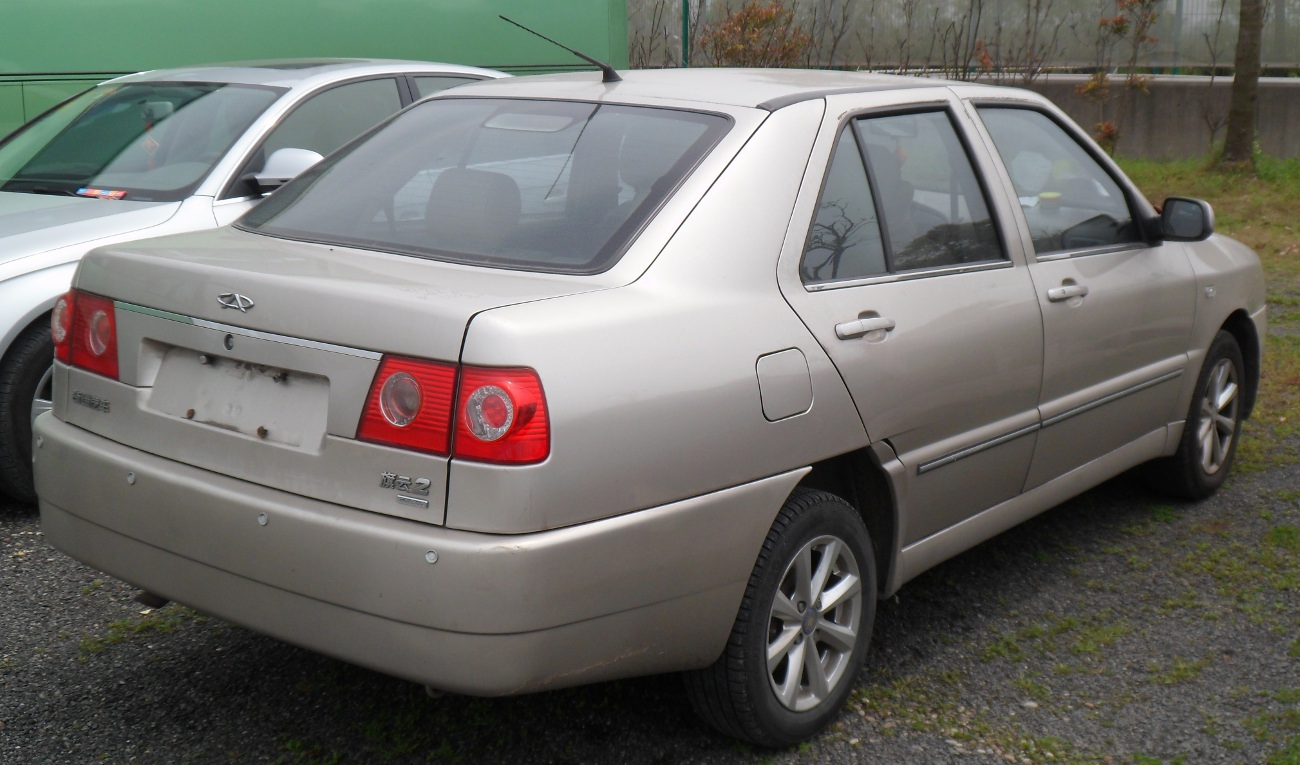
Chery Cowin (Китай)

Об'єм багажного відділення автомобіля становить 420 л, що дозволяє перевозити досить великі вантажі, а задні сидіння збільшать його габарити до 1500 л.
У базове оснащення Чері Амулет входять кондиціонер, гідропідсилювач керма, електропривод стекол і дзеркал, центральний замок, протитуманні фари і регульована рульова колонка.
З кінця 2010 року автомобіль оновили і оснастили двигуном ACTECO-SQR477F об'ємом 1.5 літра потужністю 109 к.с. та відповідає стандарту Євро-4. Крутний момент складає 140 Нм при 3000 об/хв.
Восени 2011 року в Китаї відбувся дебют рестайлінгової версії Chery Amulet.

## Технічні характеристики

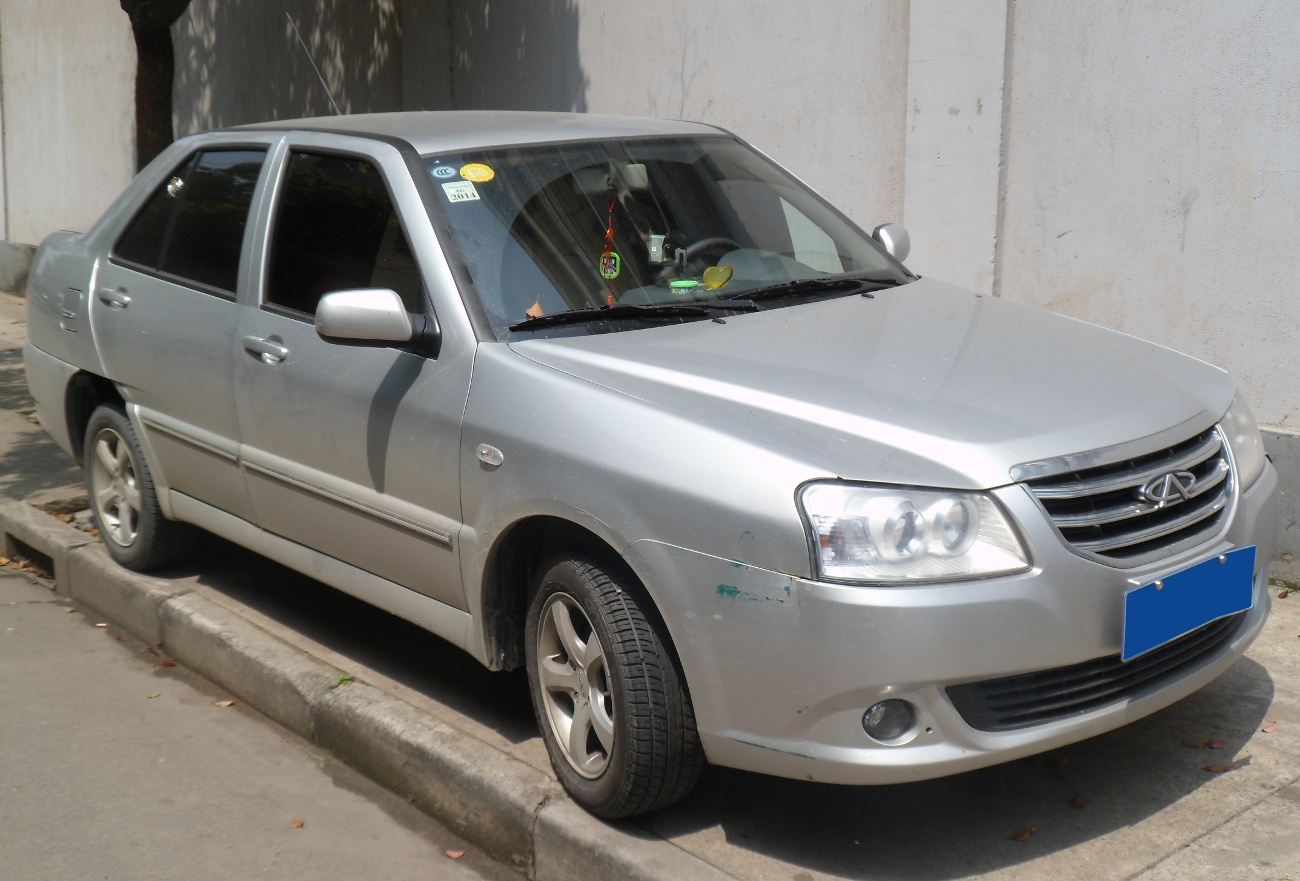
Chery Cowin 2 (з 2011)

| Характеристика                                 | Показник                             |
| Довжина                                        | 4393 мм                              |
| Висота                                         | 1424 мм                              |
| Ширина                                         | 1682 мм                              |
| База                                           | 2468 мм                              |
| Колія спереду/ззаду                            | 1429/1422 мм                         |
| Маса споряджена                                | 1100 кг                              |
| Маса повна                                     | 1475 кг                              |
| Час розгону до 100 км/г                        | 11,6 сек                             |
| Максимальна швидкість                          | 180 км/год                           |
| Бензин                                         | 93/95                                |
| Ємність бензобака                              | 56 л                                 |
| Витрата палива на 100 км                       |                                      |
| міський цикл                                   | 9,0 л                                |
| при швидкості 90 км/год                        | 7,5 л                                |
| при швидкості 120 км/год                       | 8,0 л                                |
| Двигун                                         |                                      |
| Розташування                                   | спереду, поперечно                   |
| Число циліндрів                                | 4, в ряд                             |
| Число клапанів                                 | 8                                    |
| Об'єм двигуна                                  | 1598 см³                             |
| Потужність при 5500 об./хв.                    | 94 к.с.                              |
| Максимальний обертовий момент при 3000 об./хв. | 132 Нм                               |
| Трансмісія                                     |                                      |
| Тип                                            | передньопривідна                     |
| Коробки передач                                | механічна, п'ятиступенева            |
| Підвіска                                       |                                      |
| Передня                                        | «МакФерсон» зі стабілізатором        |
| Задня                                          | торсійний нерозрізний міст незалежна |
| Рульове керування                              | рейкове з гідропідсилювачем          |
| Гальма                                         |                                      |
| Передні                                        | дискові                              |
| Задні                                          | барабанні                            |
| Шини                                           | 185/65 R14                           |
| Об'єм багажника                                | 550 л                                |
| Кліренс                                        | 170 мм                               |